# Irson Kudikova
Irson Kudikova (in russo Ирсон Кудикова?; coniugata Nusinova; Mosca, 17 settembre 1982) è una cantante, sassofonista e produttrice discografica russa.
Ha partecipato al programma televisivo musicale Fabrika Zvëzd cantando la canzone Why.

## Biografia e creatività

### Primi anni
Nata il 17 settembre 1982 a Mosca, nella famiglia di Natalia Alexandrovna e Igor Anatolyevich Kudikov. Ha studiato violino presso la scuola di musica per bambini. Esperta di basketball, ha studiato presso la scuola di riserva olimpica. Oggi Irson Kudikova è laureata in giornalismo, economia e finanza e ha conseguito un MBA presso la scuola privata di Management “Skolkovo” di Mosca. Parla correttamente l’inglese.

### Carriera
All'età di 15 anni, Irson è stata invitata a diventare una solista del gruppo “Deti Vinila” con il supporto di Aleksandr Tsekalo. Dopo aver cantato una canzone in un duetto con Yevgeny Osin in uno dei concerti, Irson ha sentito una vera tempesta di applausi per la sua performance. La ragazza ha deciso così di pensare alla carriera di una cantante pop professionista. Ha ricevuto la formazione da grandi insegnanti di canto ed è appassionata di sassofono e pianoforte.

### Fabrika Zvëzd
Nel 2004, Irson Kudikova ha partecipato al programma televisivo musicale Fabrika Zvëzd . Dopo la sua prima performance della canzone “Why”, la ragazza ha acquistato maggior successo raggiungendo un pubblico più ampio. 
Alcune delle canzoni eseguite da Kudikova nelle sue perfomance durante il programma sono diventate delle hits: “Dolgimi vecherami” e “Prosti menya”. Irson si è esibita in duetti con grandi popstar russe come Alla Pugacheva (con la canzone “Ya vse rasstavlyu na cvoi mesta”), Sergey Vladimirovich Mazayev (con la canzone “Aktrisa po zhizni”), Aleksandr Malinin (con la canzone “Kak my lyubili”) Andriy Mykhailovych Danylko, Vladimir Vladimirovich Presnyakov, Pierre Nartsiss, Anastasia Aleksandrovna Stotskaya e molti altri. Irson ha registrato diverse canzoni insieme a star mondiali come Snoop Dogg e Al Bano (con la canzone “Ci Sarà”).

### Collaborazione con Igor Matvienko
Dopo la fine del programma televisivo Fabrika Zvëzd, Irson firma un contratto con l’etichetta discografica di Igor Matvienko. Nel maggio 2007 a Mosca, Irson ha tenuto un grande concerto da solista, l'Irson Jazz Show dove ha cantato le sue canzoni e suonato il sassofono. Nel 2009 a Los Angeles, Irson ha conosciuto la star americana Snoop Dogg. Dal loro incontro è nata la loro collaborazione in una delle tracce di Snoop Dogg “Replay”.

### Irson Production
Nel 2010,  Irson ha fondato la sua compagnia “Irson production” intraprentendo autonomamente la propria carriera. Nel 2011 a Los Angeles, Irson ha registrato un duetto “Innocent” con il famoso rapper americano Warren G.

### Hobby
Irson Kudikova è appassionata di sport: fa sci nautico, gioca a tennis, ping-pong, paracadutismo, nuoto, ginnastica ritmica, pallavolo, equitazione, guida professionalmente auto e moto ed ha persino concluso dei corsi per diventare bodyguard.

### Business
Oltre ai successi professionali nel campo della musica, Irson è stata la proprietaria della società di gioielli "Golden Heart", nonché co-proprietaria della compagnia di sicurezza "The International League of Professional Bodyguards". Attualmente è la fondatrice della "Irson Production". Fino al 2014 è stata proprietaria del club per famiglie "Family club" nel centro commerciale Lotte sulla strada Novy Arbat (dal 2015 il family club per bambini si trova nel complesso residenziale "Italiansky Kvartal" nella via Fadeeva, nel quartiere di Tverskoy). Attualmente è proprietaria e redattrice capo della rivista PATRIKI TIMES.

### Famiglia e vita privata
Nel 2007, Irson ha incontrato l’uomo d’affari Aleksei Nusinov e nel 2010 si sono sposati. Dal matrimonio sono nati tre figli: Andrei, Alla ed Aleksandr.

### Discografia
- 2008 – Dve zvezdy
- 2008 – Shoppingterapiya
- 2009 – Tochka G
- 2010 – Tochka G, Part 2
- 2010 – Irson Kudikova
- 2010 – Dreams On

### Videografia
- 2006 — Clip "September Rain"[1] (Ost k/f Opasnaya gastrol), direttore Feodor Bondarchuk
- 2006 — Clip "Kosmosa"[2] (nel ruolo principale di Dolph Lundgren), direttore Yury Grymov
- 2008 — Clip "Shоppingterapiya", direttrice Ekaterina Grohovsky
- 2010 — Clip "To li ty, to li on"[3] (feat. Andrei Zvonky), direttore Pavel Khudyakov
- 2011 — Clip "Ya sdelayu vse, kak ty khochesh" [4]

### Filmografia
- 2009 – Opasnaya gastrol (Command Performance) — nel ruolo di cantante jazz.